# Tanjung Garbus Kampung
Tanjung Garbus Kampung is een bestuurslaag in het regentschap Deli Serdang van de provincie Noord-Sumatra, Indonesië. Tanjung Garbus Kampung telt 1480 inwoners (volkstelling 2010).